# Ali Eren Demirezen
Ali Eren Demirezen (* 2. April 1990 in Samsun) ist ein türkischer Profiboxer im Schwergewicht.

## Amateurkarriere
Ali Eren Demirezen stammt aus Balıkesir und begann 2005 mit dem Boxsport. Ab 2011 trat er national und international bei den Amateuren in Erscheinung und kämpfte im Superschwergewicht (+91 kg). Er wurde 2012, 2013, 2014 und 2015 Türkischer Meister und gewann die Silbermedaille bei den Mittelmeerspielen 2013 in Mersin. Nach dem Gewinn des internationalen Ahmet Cömert Tournaments in Istanbul durch Finalsieg gegen Joseph Joyce, startete er noch bei den Weltmeisterschaften 2013 in Almaty, wo er gegen Magomed Omarow ausschied.
Bei den EU-Meisterschaften 2014 in Sofia unterlag er gegen Tony Yoka, gewann aber im gleichen Jahr noch die Turniere „Kadyrov Memorial“ in Grosny und „Governor Cup“ in Sankt Petersburg.
2015 nahm er an den Europaspielen in Baku und den Europameisterschaften in Samokow teil, wo er nach Niederlagen gegen Məhəmmədrəsul Məcidov bzw. Florian Schulz, die Plätze 7 und 6 erreichte. Bei den Weltmeisterschaften 2015 in Doha besiegte er Mantas Valavičius und Satish Kumar, ehe er diesmal gegen Joseph Joyce im Viertelfinale ausschied.
Im April 2016 erkämpfte er sich bei der europäischen Qualifikation in Samsun ein Startticket für die Olympischen Spiele 2016 in Rio de Janeiro. Dort verlor er im Achtelfinale gegen Filip Hrgović.

## AIBA Pro Boxing (APB)
Ab Juni 2015 nahm Demirezen an der semiprofessionellen APB-Serie teil und besiegte im ersten Duell den späteren Olympiasieger Tony Yoka, dem er 2014 bei den EU-Meisterschaften noch unterlegen war. Im zweiten Kampf schlug er Bernáth István aus Ungarn und in einem weiteren Kampf den Kroaten Marin Mindoljević.

## Profikarriere
Der 1,90 m große Linksausleger bestritt sein Profidebüt am 15. Oktober 2016 in Hamburg-Wilhelmsburg gegen den Polen Patryk Kowoll und gewann vorzeitig. Im Dezember 2017 besiegte er in einem Vorkampf von Umut Camkiran den Briten Michael Sprott durch Technischen Knockout (TKO) in der fünften Runde.
Am 24. März 2018 gewann er den Europameistertitel der WBO im Schwergewicht durch einen TKO-Sieg in der zweiten Runde gegen Rad Rashid. Im September 2018 verteidigte er den Titel durch TKO gegen Sergiej Werwejko. Eine weitere Titelverteidigung gewann er im April 2019 durch Disqualifikation des Gegners gegen Adnan Redžović.
Im Juli 2019 verlor er nach Punkten gegen Efe Ajagba. Am 13. März 2021 gewann er durch TKO in der zweiten Runde gegen Nikola Milačić und wurde dadurch erneut WBO-Europameister im Schwergewicht.
Im Januar 2022 gewann er gegen Gerald Washington durch TKO in der achten Runde und im Mai 2022 einstimmig nach Punkten gegen Kevin Johnson. Einen weiteren einstimmigen Sieg errang er im Juli 2022 gegen Adam Kownacki.

## Profi-Bilanz
| 17 Siege (12 K.-o.-Siege), 1 Niederlagen, 0 Unentschieden |                    |                           |                                                     |                                                              |
| Profikampf                                                | Datum              | Gegner                    | Veranstaltungsort                                   | Ergebnis                                                     |
| 1                                                         | 15. Oktober 2016   | Patryk Kowoll             | G 18-Halle, Wilhelmsburg                            | Sieg / Referee Technical Decision (RTD) 1. Runde             |
| 2                                                         | 28. Oktober 2016   | Aleksandar Todorovic      | Zirkuszelt, Hamburg                                 | Sieg / TKO 3. Runde                                          |
| 3                                                         | 15. Februar 2017   | Emre Altintas             | ECB Boxgym, Hamburg                                 | Sieg / RTD 1. Runde                                          |
| 4                                                         | 18. März 2017      | Oleksandr Pavliuk         | Baltiska Hallen, Malmö                              | Sieg / TKO 2. Runde                                          |
| 5                                                         | 19. Mai 2017       | Milos Dovedan             | Barclaycard Arena, Hamburg                          | Sieg / TKO 1. Runde                                          |
| 6                                                         | 15. Juli 2017      | Jasmin Hasic              | EWS Arena, Goeppingen                               | Sieg / TKO 2. Runde                                          |
| 7                                                         | 23. Dezember 2017  | Michael Sprott            | Silence Hotel, Istanbul                             | Sieg / TKO 5. Runde                                          |
| 8                                                         | 24. März 2018      | Rad Rashid                | Inselparkhalle, Wilhelmsburg                        | Sieg / TKO 2. Runde WBO Schwergewichts-Titelkampf Europa     |
| 9                                                         | 19. Mai 2018       | Tornike Puritchamiashvili | Spor Salonu, Trabzon                                | Sieg / RTD 3. Runde                                          |
| 10                                                        | 29. September 2018 | Sergiej Werwejko          | Sporthalle Hamburg, Hamburg                         | Sieg / TKO 8. Runde WBO Schwergewichts-Titelkampf Europa     |
| 11                                                        | 6. April 2019      | Adnan Redzovic            | Sluneta, Usti nad Labem                             | Sieg / Disqualifikation WBO Schwergewichts-Titelkampf Europa |
| 12                                                        | 20. Juli 2019      | Efe Ajagba                | MGM Grand Garden Arena, Las Vegas                   | Niederlage nach Punkten                                      |
| 13                                                        | 18. Januar 2020    | Andrei Mazanik            | EWS Arena, Göppingen, Deutschland                   | Sieg / Punktsieg                                             |
| 14                                                        | 20. September 2020 | Kamil Sokolowski          | Bartolomeo Best River Resort, Dnipro                | Sieg / Punktsieg                                             |
| 15                                                        | 13. März 2021      | Nikola Milačić            | ECB Boxgym, Hamburg, Deutschland                    | Sieg / TKO 2. Runde (10 Runden)                              |
| 16                                                        | 1. Januar 2022     | Gerald Washington         | Seminole Hard Rock Hotel and Casino, Hollywood, USA | Sieg / TKO 8. Runde (10 Runden)                              |
| 17                                                        | 28. Mai 2022       | Kevin Johnson             | Die Bucht, Hamburg, Deutschland                     | Sieg / Punktsieg                                             |
| 18                                                        | 30. Juli 2022      | Adam Kownacki             | Barclays Center, New York City, USA                 | Sieg / Punktsieg                                             |